# Ludwik Jaskulski
Ludwik Jaskulski (ur. 20 maja 1934 w Durzynie, zm. 28 grudnia 2013) – polski żużlowiec i działacz żużlowy.
Sport żużlowy uprawiał w latach 1956–1974 w barwach drużyn: Ostrovia Ostrów Wielkopolski (1956–1959) oraz Zgrzeblarki (Falubaz) Zielona Góra (1960–1974), w 1973 r. zdobywając brązowy medal drużynowych mistrzostw Polski. Dwukrotnie (1968, 1971) startował w ćwierćfinałach indywidualnych mistrzostw Polski.
Pomiędzy 1978 a 1984 r. pracował jako kierownik zielonogórskiej drużyny, w tym okresie zdobywając cztery medale DMP: dwa złote (1981, 1982) oraz dwa brązowe (1979, 1984), natomiast w latach 1985–2004 był zatrudniony jako toromistrz.